# Orgy
Orgy är ett amerikanskt industrirock-band från Los Angeles (Kalifornien). Deras musik beskrivs av dem själva som death pop. Bandet är mest kända för sin cover på "Blue Monday" med New Order och hitlåten "Stitches" från debutalbumet "Candyass".

## Medlemmar

### Nuvarande
- Jay Gordon – sång (1994–2005, 2010–)
- Carlton Bost – sologitarr, bakgrundssång (2011–)
- Nic Speck – bas, bakgrundssång (2010–)
- Creighton Emrick – kompgitarr, bakgrundssång (2013–2018, 2019–)
- Marton Veress – trummor (2019–)

### Tidigare medlemmar
- Ryan Shuck – kompgitarr (1994–2005, 2010)
- Amir Derakh – sologitarr, syntar (1994–2005, 2010)
- Bobby Hewitt – trummor (1994–2005)
- Paige Haley – bas (1994–2005)
- Ashburn Miller – kompgitarr, syntar  (2011–2013)
- Jamie Miller – trummor (2011–2013)
- Bobby Amaro – trummor (2013–2018)
- Raanen Bozzio – trummor (2018)
- Ilia Yordanov – kompgitarr (2018)
- Ryan Browne – trummor (2018)

## Diskografi
- Candyass (studioalbum) - 1998
- Vapor Transmission (studioalbum) - 2000
- Punk Statik Paranoia (studioalbum) - 2004
- Talk Sick (EP) - 2015
- Entropy (studioalbum) - TBA

### Singlar
- Stitches - 1998
- Blue Monday (New Order cover) - 1998
- Fiction (Dreams in Digital) - 2000
- Opticon - 2000
- Suckerface - 2000
- Eva - 2001
- Faces - 2001
- The Obvious - 2003
- Vague - 2004
- Pure - 2005
- Grime of the Century - 2012
- Wide Awake and Dead - 2014
- Army to Your Party - 2018